# Žabinka
Žabinka (bělorusky Жабінка, rusky Жабинка, místní obyvatelé městu posměšně přezdívají Квакенбург) je město v Brestské oblasti v Bělorusku, centrum Žabinkaŭského rajónu na soutoku řek Žabinka a Muchavec.
Leží 30 km severovýchodně od Brestu. Městem prochází železniční trať směrem na Brest, Bjarozu, Kobryn a silniční spojení na Brest, Kobryn, Kamjaněc. Počet obyvatel v roce 2006 dosahoval čísla 12 800. Jméno města je převzato od stejnojmenné řeky.

## Znak
Na znaku města se nachází v modrém poli stylizovaný obraz soutoku dvou řek, Žabinky a Muchavce, vedle kterého se rozkládají 3 květy voďanky žabí, vodní rostliny typické pro rajón.

## Historie
Během 16. až 20. století se na území současného města rozkládaly osady Abramavičy (Абрамавічы), Halinova (Галінова), Kupina (Купіна), Malaja Žabinka (Малая Жабінка) a Myščycy Pakroŭskija (Мышчыцы Пакроўскія). Město Žabinka bylo založeno ke konci 18. století. V roce 1816 město patřilo rodině Haleckým a na jeho území se nacházely 3 domy, kde žilo 10 rolníků. V letech 1830—1939 bylo město ve vlastnictví rodiny Trembických.
Od roku 1871 je město stanicí na trati Moskva — Brest. Prvními obyvateli byli rolníci z okolních vesnic. Po vybudování Žabinsko-Pinské větve Poleských železnic je město železničním uzlem. V roce 1892 zde bylo 30 domů a žilo zde 282 obyvatel, stálo tu 6 obchodů, hotel, pošta, 3 restaurace, 2 řemeslnické dílny a od roku 1885 i kostel v sousedním Myščycy Pakroŭskija. V roce 1902 zde žila silná židovská komunita, o čemž svědčí i to, že více než 40 % populace podle náboženství, byli Židé.
V roce 1897 zde stálo celkem 45 domů a populace vzrostla na 332. V roce 1901 byl ve městě postaven sklad pro prodej petroleje a v roce 1902 i parní mlýn spolu s průmyslovými podniky – prodejnou tkanin a pilou. V roce 1905 byla dokončena pro zajištění ekonomické a vojenské potřeb dálnice Fjedźkavičy — Žabinka — Kamjaněc. V roce 1907 začalo ve městě působit úvěrové a spotřební družstvo, které tvořilo 47 nejbohatších obyvatel rajónu. Každého 15. v měsíci (dle usnesení hrodenského guvernéra ze dne 9. 10. 1908) se ve městě konal veletrh.
Během 1. světové války bylo město zabráno německými vojsky (1915—1918), město vyhořelo a mnozí obyvatelé se přestěhovali do okolních vesnic. Od roku 1919 se nacházelo na území Brestského okresu v Polsku. V důsledku Rižské smlouvy z roku 1921 bylo území předáno Polsku, 2. dubna 1921 bylo město připojeno ke Zbirožské gmině Kobrynského povětu Poleského vojvoství. Dne 3. března 1928 byla vytvořena samostatná Žabinkaŭská gmina. Byl otevřen kostel. V roce 1933 se pod vedením Komunistické strany Západního Běloruska konala stávka pracovníků pily. Když se Žabinka stala městysem, žilo v ní 368 obyvatel.
V září 1939 se město stalo součástí Běloruské SSR. Dne 15. ledna 1940 se obec stala centrem Žabinkaŭského rajónu a vesnické rady (selsovětu), který přetrval až do roku 1952 a byl následně obnoven až v roce 1998. Během 2. světové války, v rozmezí od 23. června 1941 do 21. července 1944, bylo město okupováno německými vosky. V podzemí pracovala mezirajónní Komunistická strana Běloruska Brestského a Žabinkaŭského rajónu, rajónní výbor Komsomolu. V období od července do srpna 1943 probíhala aktivní partyzánská činnost na nádraží, v blízkosti nádraží explodovalo 10 náloží. V letech 1941—1945 přišlo o život celkem 249 obyvatel města.
Od 16. dubna 1952 bylo sídlem městského typu. V roce 1959 v něm žilo 2,9 tisíc obyvatel. V srpnu 1959 byl Žabinkaŭský rajón zrušen. V roce 1959 bylo území rajónu předáno Kamjaněckému rajónu, v letech 1962—1966 bylo pod správou Kobrynského rajónu. Dne 30. července 1966 byl rajón obnoven, v roce 1969 čítal na 24 200 obyvatel, z čehož 6 700 bydlelo v městě Žabinka. Po vybudování žabinkaŭského cukrovaru v roce 1963 se město začalo rychle rozrůstat a začalo pohlcovat okolní sousední vesnice, což vyvolalo dramatické zvýšení počet obyvatel, 23. prosince 1970 si Žabinka získala statut města. Podle sčítání lidu z roku 1989 v něm žilo na 11 500 obyvatel a v roce 1998 již 12 500 obyvatel.
V roce 2017 bylo do správy začleněny sousední vesnice Zdzitava (Здзітава), Kurpičy (Курпічы), Scjabrova (Сцяброва) a Ščehliki (Шчэглікі).

## Pamětihodnosti
- Žabinkaŭský Chrám přímluvy (dřevěný, z r. 1885)
- Železniční stanice (z r. 1920)
- Kostel svatého Josefa (z r. 1998)

## Ekonomika
- ААТ «Жабінкаўскі камбікормавы завод» — významný producent krmiv a krmiv pro domácí zvířata nazvaný „Reks“
- ААТ «Жабінкаўскі цукровы завод» — jedna ze čtyř stávajících běloruských rafinerií cukru, datum založení: 20. ledna 1963